# إلي دوبويه
إلي دوبويه هو ملحن وموسيقي ومغني وممثل كندي، ولد في 8 سبتمبر 1994 في ريبنتينيي في كندا.

## وصلات خارجية
- الموقع الرسمي
- إلي دوبويه على موقع IMDb (الإنجليزية)
- إلي دوبويه على موقع ميوزك برينز (الإنجليزية)
- إلي دوبويه على موقع قاعدة بيانات الفيلم (الإنجليزية)